# Partito Ecologista Romeno
Il Partito Ecologista Romeno (in rumeno Partidul Ecologist Român - PER) è un partito politico romeno ecologista-liberale fondato nel 1978.

## Storia
Il partito è stato creato nel gennaio 1978, durante la dittatura comunista di Nicolae Ceaușescu come forma di lotta politica contro la morale e etica del Partito Comunista Romeno, che spingeva verso una industrializzazione indiscriminata senza pensare ai danni causati alla vita della gente, del suolo, dell'aria, della flora e fauna. Una denuncia verso l'inquinamento della Romania e dei rumeni in tutta la società nel suo complesso, per la continua violazione dei diritti umani da parte dello Stato.
Il fondatore fu il professore Petre Metanie noto dissidente a Bacău. La fondazione del partito fu annunciata su Radio Free Europe ed anche se ciò sollevò l'attenzione della Securitate, non fu visto come sovversivo dal regime di Ceaușescu che anch'esso avvertiva i gravi danni dell'inquinamento.
Dopo la rivoluzione del dicembre 1989 il partito è stato del tutto legalizzato ed è entrato nella politica rumena secondo il motto "Un uomo pulito in una Romania pulita!"
Nel giugno 2007 fu dimesso dalla leadership del partito Lificiu Petru in quanto incapace di organizzare il partito per le elezioni euro parlamentari del 2007

## Struttura

### Presidenti
- Adrian Manolache (1990)
- Otto Weber (1990 - 2001)
- Cornel Protopopescu (2001 - 2005)
- Lificiu Petru (2005 - 2007)
- Dănuț Pop (2007 - )

## Risultati elettorali
| Elezione          | Elezione     | Voti      | %     | Seggi   |
| ----------------- | ------------ | --------- | ----- | ------- |
| Parlamentari 1990 | Camera       | 232.212   | 1,69  | 8 / 396 |
| Parlamentari 1990 | Senato       | 192.574   | 1,38  | 1 / 119 |
| Parlamentari 1992 | Camera       | 2.170.289 | 20,04 | 4 / 341 |
| Parlamentari 1992 | Senato       | 2.210.722 | 20,16 | 0 / 143 |
| Parlamentari 1996 | Camera       | 3.692.321 | 30,16 | 5 / 343 |
| Parlamentari 1996 | Senato       | 3.772.084 | 30,7  | 1 / 143 |
| Parlamentari 2000 | Camera       | 101.256   | 0,84  | 0 / 345 |
| Parlamentari 2000 | Senato       | 108.370   | 0,99  | 0 / 140 |
| Parlamentari 2004 | Camera       | 73.001    | 0,72  | 0 / 332 |
| Parlamentari 2004 | Senato       | 83.771    | 0,82  | 0 / 137 |
| Parlamentari 2008 | Camera       | 18.279    | 0,26  | 0 / 334 |
| Parlamentari 2008 | Senato       | 48.119    | 0,69  | 0 / 137 |
| Parlamentari 2012 | Camera       | 58.178    | 0,78  | 0 / 412 |
| Parlamentari 2012 | Senato       | 58.335    | 0,78  | 0 / 176 |
| Europee 2014      | Europee 2014 | 64.232    | 1,15  | 0 / 32  |
| Parlamentari 2016 | Camera       | 62.414    | 0,89  | 0 / 329 |
| Parlamentari 2016 | Senato       | 77.218    | 1,09  | 0 / 136 |
| Parlamentari 2020 | Camera       | 65.808    | 1,12  | 0 / 329 |
| Parlamentari 2020 | Senato       | 78.656    | 1,33  | 0 / 136 |
| Parlamentari 2024 | Camera       | 34.641    | 0,37  | 0 / 331 |
| Parlamentari 2024 | Senato       | 38.561    | 0,42  | 0 / 136 |
| 1. 2. 3.          |              |           |       |         |

| Elezione           | Elezione | Candidato            | Voti   | %    | Esito                 |
| ------------------ | -------- | -------------------- | ------ | ---- | --------------------- |
| Presidenziali 2009 | I turno  | Ovidiu Cristian Iane | 22.515 | 0,23 | ❌ Non eletta/o (11º) |
| Presidenziali 2014 | I turno  | William Brînză       | 43.194 | 0,45 | ❌ Non eletta/o (12º) |

## Nelle istituzioni

### Collocazione parlamentare
- Opposizione (1990-1996)

Governo Roman II, Governo Roman III, Governo Stolojan, Governo Văcăroiu
- Maggioranza (1996-2000)

Governo Ciorbea, Governo Vasile, Governo Isărescu
- Opposizione extraparlamentare (2000-)

Governo Năstase, Governo Tăriceanu I, Governo Tăriceanu II, Governo Boc I, Governo Boc II, Governo Ungureanu, Governo Ponta I, Governo Ponta II, Governo Ponta III, Governo Ponta IV, Governo Cioloș, Governo Grindeanu, Governo Tudose